# Stanisław Hempel (inżynier)

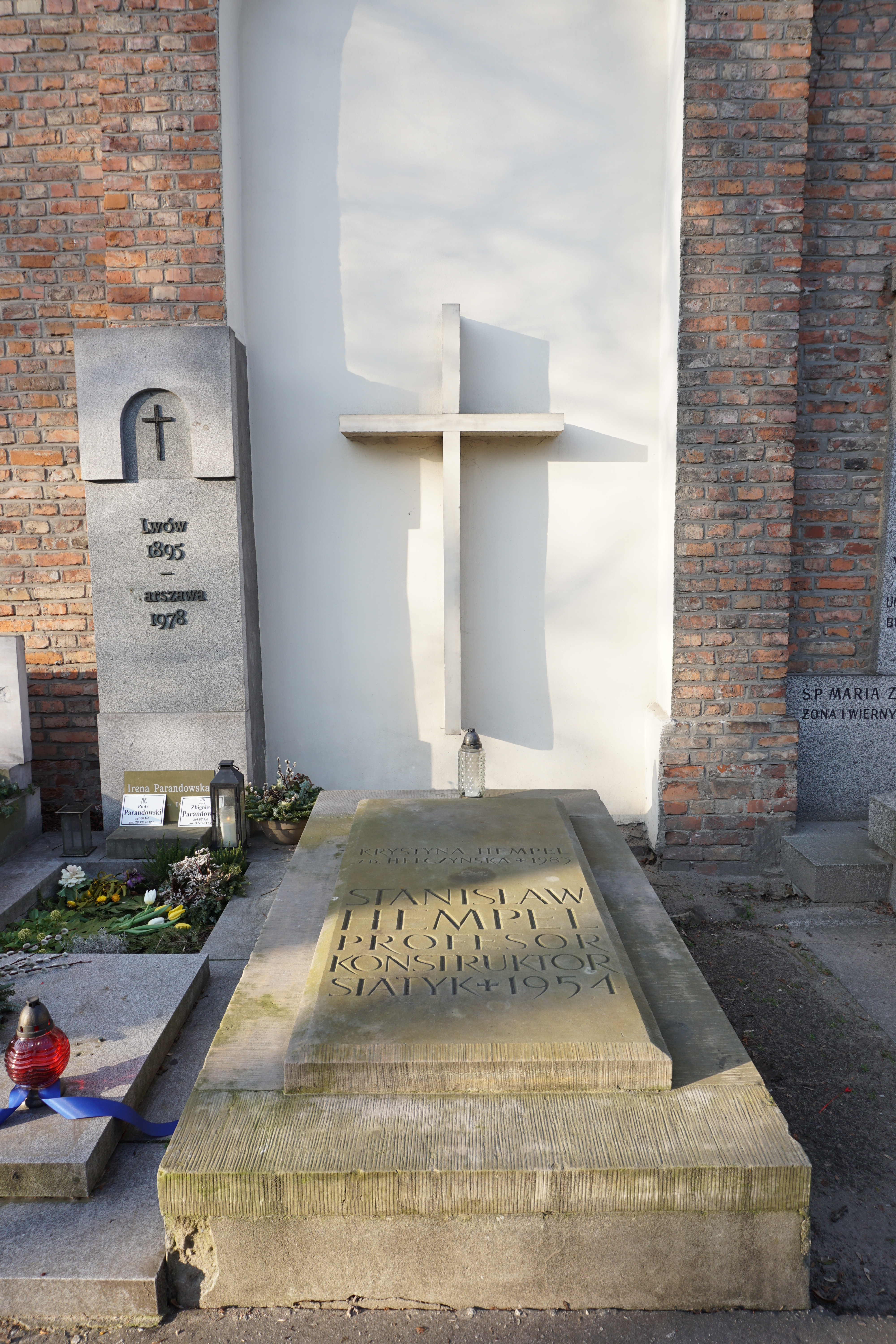
Grób Stanisława Hempla na cmentarzu Powązkowskim

Stanisław Hempel (ur. 6 listopada 1892 w Tucznej, zm. 16 czerwca 1954 w Warszawie) – polski inżynier, konstruktor, projektant i budowniczy wielu nowatorskich konstrukcji drewnianych, stalowych oraz betonowych. Inżynier (1926), doktor (1934), profesor nadzwyczajny (1946) i zwyczajny (1949), członek korespondent PAN (1952).

## Życiorys
W 1912 uzyskał licencjat na Technische Universität w Grazu. Powołany do wojska rosyjskiego w 1914, kierował m.in. budową mostów na Berezynie, Dnieprze, Dźwinie i Prypeci w czasie I wojny światowej. Powrócił do kraju w 1918 i podjął studia w katedrze budownictwa przemysłowego Politechniki Warszawskiej, które ukończył w 1926. Od 1925 roku aż do śmierci był pracownikiem naukowym tejże uczelni, początkowo jako asystent, od 1927 jako kierownik katedry, zaś po zakończeniu II wojny światowej jako kierownik katedry konstrukcji drewnianych oraz wykładowca teorii budownictwa żelbetowego i statyki.
Pracy dydaktycznej nie zaprzestał nawet w okresie okupacji hitlerowskiej, prowadząc tajne nauczanie na zakonspirowanej uczelni. W latach 1926–1931 pracował także w Departamencie Budownictwa Ministerstwa Spraw Wojskowych, a w czasie okupacji w prywatnej firmie K. Rudzki i S-ka. Jego mieszkanie w Warszawie przy ul. Kilińskiego 1 było punktem koncentracyjnym batalionu „Wigry”.
Po wojnie był jednym z najważniejszych pracowników Biura Odbudowy Stolicy, z ramienia którego projektował od strony konstrukcyjnej i nadzorował odbudowę ze zniszczeń wojennych wielu warszawskich zabytków. Był autorem wielu publikacji naukowych. W 1946 został odznaczony Krzyżem Komandorskim Orderu Odrodzenia Polski.
Został pochowany w Alei Zasłużonych na cmentarzu Powązkowskim w Warszawie (grób 41).

## Najważniejsze projekty i realizacje konstrukcyjne
- konstrukcja dworca kolejowego Będzin Miasto (1927)
- hala żelbetowa w zakładach PZL w Mielcu (1937; ówcześnie jedna z największych w Polsce)
- hala żelbetowa przy Centralnym Instytucie Wychowania Fizycznego (obecnie AWF) w Warszawie (1937)
- maszt przy pawilonie polskim na Wystawie Światowej w Paryżu (1937)
- prace konserwatorskie (wzmocnienie konstrukcji) przy kamienicach Kleinpoldowskiej i Pod Murzynkiem na Rynku Starego Miasta w Warszawie (1938-1939)
- odbudowa konstrukcji Mostu Poniatowskiego w Warszawie (1945-1946)
- Iglica przed Halą Ludową we Wrocławiu (1948, z okazji Wystawy Ziem Odzyskanych)
- odbudowa masztu radiowego w Raszynie (1949)
- odbudowa konstrukcji wielu zabytków w Warszawie, m.in. kopuły kościoła ewangelickiego przy Pl. Małachowskiego (1947-1956), Katedry św. Jana (1948–1956), Kolumny Zygmunta (1949), pomnika Adama Mickiewicza (1950)

### Rodzina
Jego synem był Stanisław Hempel, zawodowy myśliwy Afryki Równikowej.